# Antoine de Jomini
Antoine-Henri, baron de Jomini, né le 6 mars 1779 à Payerne (Confédération des XIII cantons) et mort le 22 mars 1869 dans le 16e arrondissement de Paris (France), est un historien et théoricien militaire suisse, qui a fait partie des états-majors de l'armée napoléonienne et de l'Armée impériale russe.
Célébré de son vivant, il est un historien reconnu des guerres napoléoniennes et un théoricien de la stratégie militaire. Son Précis de l’art de la guerre, en particulier, est considéré au XIXe siècle comme le guide le plus méthodique et le plus complet sur les mécanismes des opérations militaires. Il a été enseigné dans les écoles d’état-major de Russie, du Royaume-Uni, d’Allemagne, de France, de Belgique et des États-Unis. Face aux critiques qui lui préfèrent les analyses de Clausewitz, Anguste Grouard affirma que « si Napoléon est le dieu de la guerre, Jomini est son prophète ».

## Biographie

### Jeunesse
Jomini naît le 6 mars 1779 dans le pays de Vaud (qui n'est alors pas encore un canton suisse), ses parents sont Benjamin Jomini et Jeanne Marcuard. Sa famille est citée dans les archives de Payerne, sa ville natale, dès 1340, appartient à la bourgeoisie aisée et occupe depuis des générations des fonctions de banneret ou d'avoyer. Dès ses douze ans, il est attiré par la carrière militaire et cherche à entrer à l'école militaire du duc de Wurtemberg à Montbéliard. Ce projet avorte en raison du déménagement de l'école à Stuttgart. Puis, quand peu après sa famille veut lui acheter une charge dans le régiment de Watteville, unité suisse alors au service de la France, mais la Révolution française y fait obstacle. 

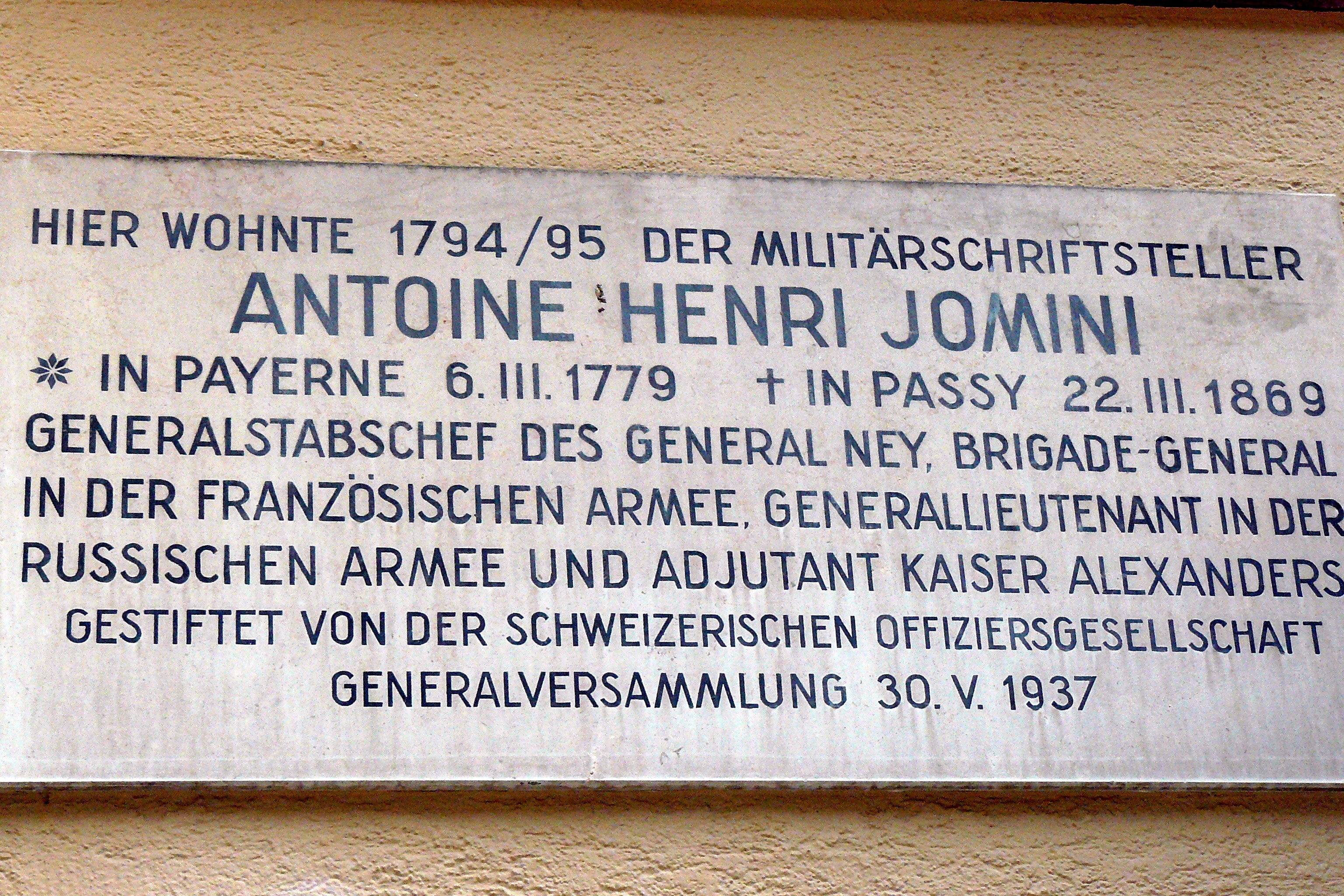
Plaque commémorative du passage d'Antoine de Jomini, sur une maison du centre d'Aarau (Suisse).

Jomini est alors envoyé par sa famille à Aarau pour se préparer à une carrière commerciale dans la « Pension mercantile pour jeunes Messieurs », qu'Emmanuel Haberstock y a fondée. Il travaille quelque temps dans une banque, à partir d'avril 1795 à Bâle (chez « Monsieurs Preiswerk »), puis en 1796 à Paris (banque Mosselmann, comme agent de change).

### Carrière militaire
En 1798, Jomini devient secrétaire du ministre de la Guerre de la République helvétique, avec grade de capitaine, puis en devient l'adjoint en 1800 avec grade de major. Il démissionne en 1801 et rejoint de nouveau Paris, travaillant pour la manufacture de François Delpont (spécialisée dans les couvre-chefs, au 52 rue de Grenelle).
Auteur autodidacte, il est découvert en 1803 par le général Ney, qui l'aide à publier ses premières œuvres (Traité de grande tactique). Il intègre l'Armée française comme volontaire en 1804, parmi les aides de camp du maréchal Ney au camp de Boulogne et acquiert rapidement une renommée pour ses écrits. Il participe à la campagne d'Allemagne en 1805 au sein du 6e corps d'armée. En décembre 1805, installé à Schönbrunn, Napoléon se fait lire par Maret l'ouvrage de Jomini : « Que l'on dise que le siècle ne marche pas ! Voilà un jeune chef de bataillon, et un Suisse encore, qui nous apprend ce que jamais mes professeurs ne m'ont enseigné et ce que bien peu de généraux comprennent… Comment Fouché a-t-il laissé imprimer un tel livre ? Mais c'est apprendre tout mon système de guerre à mes ennemis ; il faut faire saisir ce livre et empêcher qu'il ne se propage. »
Jomini reçoit le grade d'adjudant-commandant (équivalent à colonel), puis est affecté fin septembre 1806 à l'état-major impérial pour la campagne de Prusse et de Pologne en 1806-1807, assistant aux batailles d'Iéna et d'Eylau. Il est récompensé de sa conduite lors de cette bataille par sa nomination au grade de chevalier de la Légion d'Honneur le 14 mai 1807. Pour le remercier de ses services, Napoléon le fait baron de l'Empire, par lettres patentes du 27 juillet 1808.
Il participe ensuite au début de la campagne d'Espagne de 1808, comme chef d'état-major du maréchal Ney, mais se fâche temporairement avec ce dernier. De retour à l'état-major impérial en 1809, il prend un congé pour raison de santé. Jomini donne sa démission en 1810, après avoir reçu des offres de service du tsar russe : Napoléon le fait alors général de brigade le 7 décembre 1810 et le place à la section historique de l'état-major général, avec charge d'écrire l'histoire de ses campagnes, publiée en 1811 sous le titre plus large d'Histoire critique et militaire des guerres de la Révolution. 
Il sert aussi durant la campagne de Russie comme gouverneur de Wilna à partir du 11 août 1812, puis gouverneur de Smolensk de 8 octobre 1812. Il indique le gué de Studienka, sur la Bérézina, qui permet à la Grande Armée d'échapper aux troupes russes du général Wittgenstein et à une destruction totale. Gravement malade, il rentre en France. En 1813, il participe, comme chef d'état-major du maréchal Ney, aux batailles de Lützen et de Bautzen. Pour sa contribution au succès de cette journée, le maréchal Ney le place en tête du tableau d'avancement pour une nomination au grade de général de division. La requête est rejetée par le maréchal Berthier, qui le fait mettre aux arrêts pour avoir fourni en retard des états de situation. Ulcéré de cet affront, Jomini quitte l'armée française pour rejoindre la Russie le 14 août 1813.

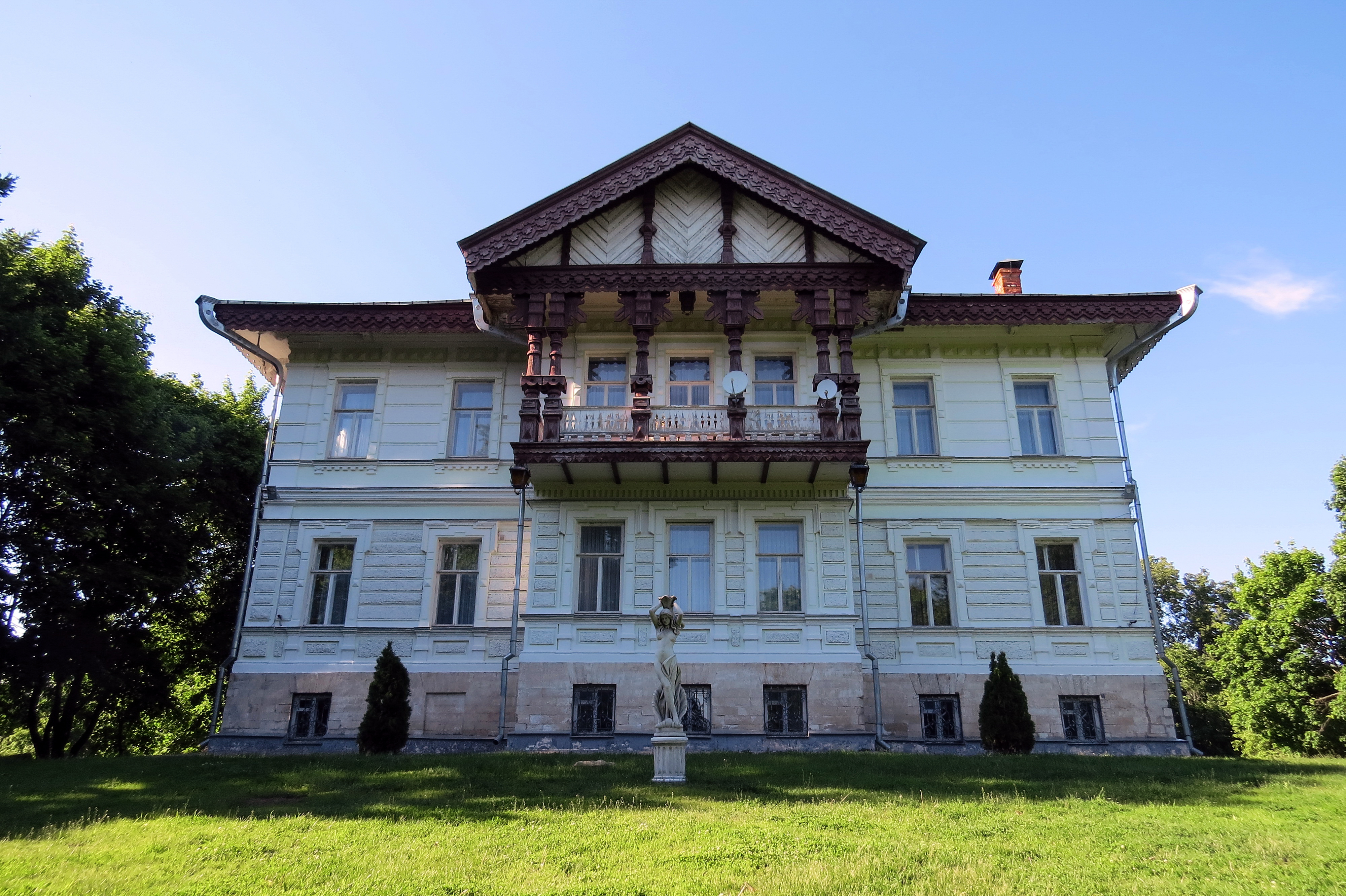
Manoir en Russie du général Antoine-Henri Jomini à Baronski, dans l'actuel raïon de Gaguino.

Il sert dans l'armée russe d'abord avec le grade de lieutenant-général (équivalent à celui de général de division) et devient aide de camp de l'empereur Alexandre Ier. Il participe comme conseiller au congrès de Vienne en 1815, d'Aix-la-Chapelle en 1818 et de Vérone en 1822. À son tour, Nicolas Ier se l’attache comme conseiller privé et le nomme général en chef en 1826. Il participe comme conseiller du tsar à la campagne de Turquie de 1828. Jomini est à nouveau consulté lors de la guerre de Crimée en 1854. L'empereur Nicolas Ier le charge d'étudier une réforme de l'enseignement militaire et de revoir les plans des forteresses de l'Empire. De plus, il reçoit la charge de précepteur militaire du tsarévitch Alexandre, qui sera plus tard Alexandre II, grand réformateur de la Russie. Il pose les bases de l’Académie militaire et consacre à ce projet beaucoup de temps et d’énergie. Des intrigues l’empêchent de devenir le premier directeur de cette académie. Napoléon III le consulte pour la campagne d'Italie en 1859.

### Historien
Jomini est l'auteur d'une très importante œuvre d'historien et de critique militaire. Il est l'auteur en particulier du Traité des grandes opérations militaires, contenant l'histoire critique des campagnes de Frédéric II qui lui permet une approche profondément originale de l’art militaire et de forger ses propres convictions en matière de stratégie. Puis entre 1820 et 1824 paraît son Histoire des Guerres de la Révolution en 15 volumes, à laquelle se réfèrent de nombreux historiens, notamment Thiers. Il publie en 1827, après la mort de Napoléon à Sainte-Hélène, une Vie politique et militaire de Napoléon en quatre volumes écrite à la première personne, et si crédible que cela lui valut le surnom de « devin de Napoléon ». Cet ouvrage est traduit et publié aux États-Unis en 1864 par Henry Wager Halleck, général américain engagé dans la guerre de Sécession.
D’autres œuvres historiques, qui s’inspirent des Souvenirs de Jomini, sont publiées après sa mort, comme son Précis politique et militaire des campagnes de 1812 à 1814, publié par Ferdinand Lecomte en 1886, ou sa Guerre d’Espagne, publiée en 1892.
Il meurt en 1869, à 90 ans, au no 129 rue de la Tour à Passy, qui venait d'être intégré au 16e arrondissement de Paris. Il a été inhumé le 25 mars 1869 au cimetière de Montmartre (11e division).

## Œuvre
(juin 2018).
Si vous disposez d'ouvrages ou d'articles de référence ou si vous connaissez des sites web de qualité traitant du thème abordé ici, merci de compléter l'article en donnant les références utiles à sa vérifiabilité et en les liant à la section « Notes et références ».
Jomini est consacré de son vivant comme le premier expert d’Europe en matière de stratégie militaire. Ses nombreux ouvrages ont assuré sa réputation. Son Traité de grande tactique se divise, au fil des volumes, en deux ouvrages distincts, le Traité des grandes opérations militaires, relatif aux campagnes de Frédéric II, et l’Histoire critique et militaire des guerres de la Révolution.
À l’issue de la guerre russo-turque de 1828–1829, Jomini décide de rassembler dans un ouvrage l’ensemble de ses considérations théoriques, pour que celles-ci constituent une introduction au Traité. En 1836, devenu précepteur du prince impérial, il remanie son texte, l’enrichit et en fait le Précis de l’art de la guerre.

### LeTraité des grandes opérations militaires
Dans son Traité, Jomini veut démontrer la supériorité du système de guerre de Napoléon sur celui de Frédéric II. Il fustige les généraux autrichiens qui, avec leur système de défense en cordon, commettent la faute grossière de vouloir tout couvrir. Il faut, face à cela, tenir son armée concentrée sur une seule ligne d’opérations et manœuvrer sur les lignes intérieures pour accabler successivement les fractions de l’armée ennemie.
Jomini se fait l’avocat de l’offensive, qui donne l’initiative des mouvements, vérité qui est parfaitement illustrée, selon lui, par la marche de la Grande Armée en 1805. Cet avantage dispense de marcher en masse, tant que l’armée n’a pas atteint le point où elle doit rencontrer et combattre l’ennemi. La dispersion précède la concentration. Le but suprême est la destruction de l’armée ennemie.

### L’Histoire critique et militaire des guerres de la Révolution
Dans son Histoire, Jomini aborde toutes les dimensions du conflit, politiques, diplomatiques, opérationnelles, maritimes et coloniales. Il laisse aussi transparaître sa conception des relations internationales. Pour lui, chaque État essaie d’étendre le rayon de sa puissance. Ce tropisme est légitime tant qu’il ne cause pas à l’humanité de commotions trop violentes.
Dans certaines limites, Jomini accepte que des conquêtes résultent d’une telle politique. Il estime toutefois que quelques problèmes généraux ont la solution qui appartient à toute l’Europe, notamment les principes sur le droit des états neutres, sur un équilibre maritime et sur la balance politique du continent. Jomini est partisan d’un équilibre européen, maintenu au besoin par des guerres d’intervention, et il est hostile à toute domination des mers.

### LePrécis de l’art de la guerre
Le Précis représente l’aboutissement de la pensée de Jomini. Il contient cinq branches : la politique de la guerre, la stratégie, la grande tactique, la logistique et la tactique de détail.
Jomini entend par politique de la guerre différentes combinaisons, qui appartiennent plus ou moins à la politique diplomatique et par lesquelles un homme d’État doit juger si une guerre est convenable, ou même indispensable, et déterminer les diverses opérations qu’elle nécessitera pour atteindre son but. Il inclut ensuite dans la politique militaire toutes les combinaisons d’un projet belliqueux autres que celles de la politique diplomatique et de la stratégie, comme les passions des peuples, les institutions militaires, les ressources et les finances, le caractère du chef de l’État, celui des chefs militaires etc. La stratégie est l’art de bien diriger les masses sur le théâtre de la guerre pour l’invasion d’un pays ou la défense du sien. La grande tactique est l’art de bien combiner et bien conduire les batailles. La logistique désigne l’art pratique de mouvoir les armées et la tactique de détail la manière de disposer les troupes pour les conduire au combat. La tactique de détail s'applique à l'art de commander chaque petite unité sur le champ de bataille.
D’une façon générale, le Précis noie quelque peu les enseignements de la guerre napoléonienne dans un ensemble de considérations qui peuvent faire croire à une volonté de retour à une stratégie plus prudente, où l’objectif est l’occupation de territoires plutôt que la destruction de l’armée ennemie. La stratégie est abordée avec un ensemble de définitions et de démarches conçues en termes d’espace.

### Préceptes stratégiques
Les préceptes énoncés par Jomini sont tirés de l’observation des multiples campagnes militaires d’Alexandre le Grand, César, Frédéric II et Napoléon.
Dans un premier temps :
- localiser précisément les fronts droit, centre et gauche de l’ennemi ;
- comparer les forces de chaque armée ;
- attaquer énergiquement sur celui qui semble le plus faible.

Dans un second temps :
- poursuivre l’ennemi avec énergie ;
- en montagne, couvrir le front avec de petits détachements, pour repérer l’ennemi, puis l’attaquer avec le gros de ses troupes, avant sa concentration ;
- manœuvrer de manière à couper l’ennemi de ses bases.

Certains principes ont été repris dans la théorie de la guerre de blindés en général, alors que Clausewitz disparaissait peu à peu des pensées :
- prendre l’initiative des mouvements ;
- attaquer le point le plus faible ;
- combiner force et mobilité dans l’offensive ;
- disperser l’ennemi par de fausses attaques ;
- des trois alternatives, défensive, offensive, ou une combinaison des deux, choisir soit la deuxième soit la troisième ;
- si la supériorité d’une armée face à une autre est vraiment forte, elle aura tout intérêt à ne pas concentrer ses forces, mais à attaquer en deux points, comme les deux ailes.

## Postérité

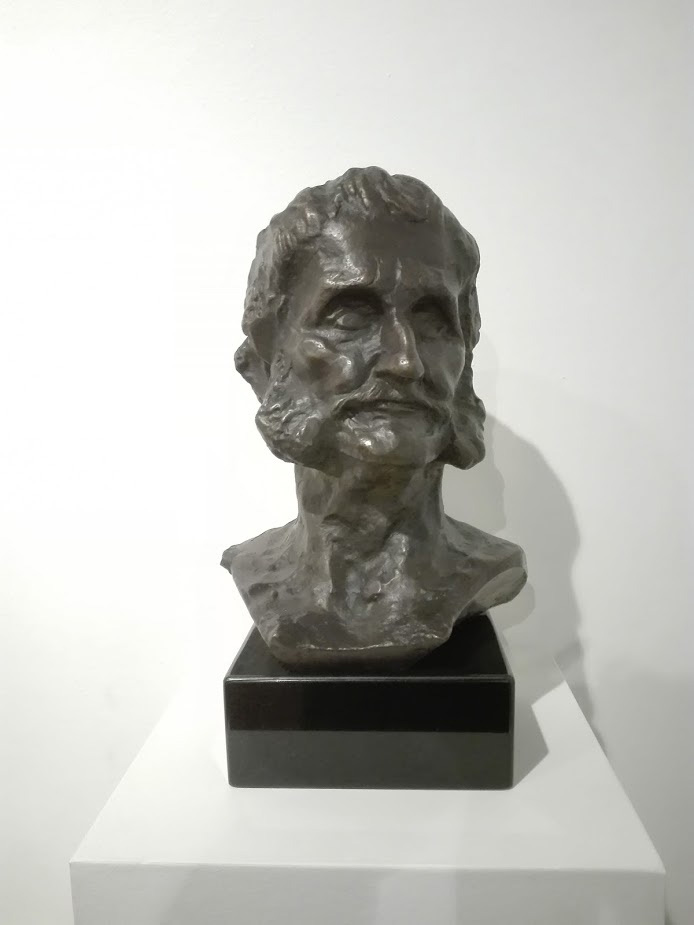
Buste en bronze de Jomini âgé de 85 ans, remis en 2017 au musée de Payerne. Moulé d'après un plâtre, œuvre de l'artiste fribourgeoise Marcello, de son vrai nom Adèle d'Affry réalisé en 1864 à Passy, et appartenant aux collections du musée d'art et d'histoire de Fribourg.

Jomini reste avant tout, avec Clausewitz, l'interprète de la mutation opérée dans l’art de la guerre par Napoléon. À la différence du stratège prussien, Jomini n’analyse pas en profondeur les liens entre politique et stratégie. 
Jomini donne toutefois à la théorie de la stratégie des bases conceptuelles, qu’elle n’a pas encore reniées même si elles sont dépassées à l’âge nucléaire. Jomini impose le terme de stratégie dans son acception opérationnelle, il répand les notions de lignes d’opérations, de manœuvres sur lignes intérieures, de position centrale, de logistique, etc. Il exerce une influence énorme sur toutes les armées d’Europe et d’Amérique de 1815 à 1871 au moins.
Si la première moitié du XXe siècle est marquée par des guerres mondiales très coûteuses en vies humaines, les guerres de la fin du siècle sont remportées en appliquant les préceptes stratégiques énoncés par Jomini.

#### Ouvrages de Jomini
- Traité de grande tactique, ou, Relation de la guerre de sept ans, extraite de Tempelhof, commentée et comparée aux principales opérations de la dernière guerre ; avec un recueil des maximes les plus importantes de l'art militaire, justifiées par ces différents événements, Paris, Giguet et Michaud, 1805.
- Histoire critique et militaire des guerres de la Révolution, 1810
- Traité des grandes opérations militaires contenant l'histoire critique des campagnes de Frédéric II comparées à celles de l'empereur Napoléon, avec un recueil des principes généraux de l'art de la guerre, Paris, Magimel, 1811-1816, huit volumes.
- Archiduc Charles (trad. Antoine de Jomini), Les principes de la stratégie developpés par la relation de la campagne de 1796 en Allemagne, Paris, Magimel, Anselin et Pochard, 1818, (BNF 33550297).
- Vie politique et militaire de Napoléon, racontée par lui-même au tribunal de César, d'Alexandre et de Frédéric, 1827, Paris, Anselin, 1827, quatre volumes.
- Précis de l'art de la guerre, ou Nouveau tableau analytique des principales combinaisons de la stratégie, de la grande tactique et de la politique militaire, Paris, Anselin, 1838, lire en ligne sur Gallica (volume 1) et lire en ligne sur Gallica (volume 2).
- Précis politique et militaire de la campagne de 1815 [Texte imprimé] : pour servir de supplément et de rectification à la "Vie politique et militaire de Napoléon racontée par lui-même", Paris, Anselin et Laguyonie, 1839, 283 pages, lire en ligne sur Gallica.

Rééditions :
- Précis de l’art de la guerre, cartes et plans hors texte, volume relié, éditions Ivrea / fonds Champ Libre, 1994 ;
- The art of War, London Greenhill Books, 1996 ;
- Les guerres de la Révolution, Hachette, 1998, 2010 ;
- Précis de l’Art de la Guerre, éditions Ivrea / fonds Champ Libre, 1994 ; édition abrégée présentée par Bruno Colson, Perrin, 2001.

#### Ouvrages sur Jomini
- Ferdinand Lecomte, Le général Jomini, sa vie ses écrits : esquisse biographique et stratégique, Lausanne, 1860 ;
- Charles-Augustin Sainte-Beuve, Le général Jomini, étude, Paris, 1869 ;
- Xavier de Courville [9], Jomini, le devin de Napoléon, préface de Jacques Bainville, Paris, Plon, 1935 ;
- Lucien Poirier, Les voix de la stratégie : généalogie de la stratégie militaire Guibert, Jomini, Paris, Fayard, coll. « Géopolitiques et stratégies », 1985, 488 p. (ISBN 978-2-213-01621-4) ;
- C. Brinton, G.A. Craig, F. Gilbert, « Jomini », in Les maîtres de la stratégie, s.dir. E. M. Earle, vol. I, Flammarion, coll. « Champs », 1987 ;
- Bruno Colson, La culture stratégique américaine. L’influence de Jomini, Economica, Bibliothèque stratégique, 1993 ;
- Jean-François Baqué, L'homme qui devinait Napoléon : Jomini, Paris, Perrin, 1994, 293 p. (ISBN 978-2-262-01017-1).
- Jean-Jacques Langendorf, Faire la guerre : Antoine-Henri Jomini, t. 1 : Chronique, situation et caractère, Genève, Georg éd, 2002, 388 p. (ISBN 978-2-8257-0770-8) ;
- Ami-Jacques Rapin, Jomini et la stratégie : une approach historique de l'œvre, Lausanne, Éditions Payot, coll. « Histoire », 2002, 336 p. (ISBN 978-2-601-03297-0) ;
- Ami-Jacques Rapin, Guerre, politique, stratégie et tactique chez Jomini, A.-J. Rapin, 2015, 164 p. (ISBN 978-1-5123-2744-1, OCLC 1013908181) ;
- Jean-Jacques Langendorf, Faire la guerre : Antoine-Henri Jomini, t. 2 : Le penseur politique, l'historien, le stratégiste, Genève, Georg éd, 2002, 497 p. (ISBN 978-2-8257-0772-2) ;
- Andreï Merzalov, Liudmila Merzalova, Antoine-Henri Jomini : Der Begründer der wissenschaftlichen Militärtheorie, Eine Bewertung aus russicher Sicht, VDF, 2004, Zürich ;
- Antoine-Henri Jomini, Des premières années à la guerre d'Espagne, Payerne Sierre, Société suisse d'études napoléoniennes Editions à la carte, 2007, 207 p. (ISBN 978-2-88464-883-7) ;
- Alain Chardonnens, Les batailles de Iéna (1806) et d'Eylau (1807) racontées par le général Antoine-Henri Jomini, Vaudois au service de Napoléon Ier, Fribourg Sierre, Société suisse d'études napoléoniennes Editions à la carte, 2007, 111 p. (ISBN 978-2-88464-837-0) ;
- Renée-Paule Guillot, Jomini, âme double de Napoléon, Monaco, Alphée, 2007, 297 p. (ISBN 978-2-7538-0241-4, BNF 41103824) ;
- Jacques Forgeas, Le jumeau de l'empereur : roman, Paris, Ed. de la Loupe, 2009, 428 p. (ISBN 978-2-84868-281-5, BNF 42204598).